# Pelargonium auritum
Pelargonium auritum là một loài thực vật có hoa trong họ Mỏ hạc. Loài này được (L.) Willd. mô tả khoa học đầu tiên năm 1800.